# János Komives
 (juillet 2024).
Si vous disposez d'ouvrages ou d'articles de référence ou si vous connaissez des sites web de qualité traitant du thème abordé ici, merci de compléter l'article en donnant les références utiles à sa vérifiabilité et en les liant à la section « Notes et références ».
János Komives est un compositeur et chef d'orchestre français d'origine hongroise, né à Budapest le 11 décembre 1932 et mort à Hédouville (Val-d'Oise) le 28 janvier 2005.

## Biographie
Formé d'abord à l'Académie Franz-Liszt de Budapest, où il est l'élève, entre autres, de Zoltán Kodály, il s'exile en France pour fuir l'invasion soviétique de 1956. Tout en menant une carrière de chef d'orchestre, lancée par son prix au concours international de Besançon, il poursuit ses études de composition auprès de Darius Milhaud au Conservatoire de Paris. Il ne cessera dès lors de mener de front ces deux activités, la direction d'orchestre, qui l'amènera à diriger souvent à l'ORTF ainsi qu'à l'opéra de Coblence, dont il sera un temps directeur musical, et la composition.
Parmi ses œuvres, on peut retenir un rare Concerto pour quatuor à cordes et orchestre (1970), l'oratorio La Vera Istoria della Cantoria di Luca della Robbia (1968), Zodiaques, pour ensemble et percussion (1972), l'Antichambre, "opéra pour un homme seul avec mannequin", créé à Genève en 1975, et Interview, huit sketches pour soprano, acteur et cinq musiciens, œuvre écrite pour la télévision en 1978, et créée par Mady Mesplé et Jacques Duby.
Son opéra Le Muet au couvent, ou les Clarisses qui chantent (1994) a fait l'objet d'un enregistrement récent publié par Maguelone et dirigé par le compositeur.
Il est le fondateur du Conservatoire National de musique de Châteauroux (alors Ecole Nationale de Musique) dans l'Indre. En 1979, il crée la formation Les Philharmonistes de Châteauroux, s'insérant dans la tradition des orchestres d'harmonie et l'ouvrant à la création contemporaine (œuvres de Antonio Ruiz-Pipó (1934-1997), François Rauber (1933-2003), Monic Cecconi-Botella, Valentin Clastrier et Komives lui-même).